# اسپنسر بل
اسپنسر بل (انگلیسی: Spencer Bell؛ ‏ ۲۵ سپتامبر ۱۸۸۷ – ۱۸ اوت ۱۹۳۵) بازیگر اهل ایالات متحده آمریکا بود.
از فیلم‌هایی که وی در آن نقش داشته‌است، می‌توان به بدون ناقوس عروسی، دلقک تمام‌عیار، کید اسپید، عشق برق‌آسا، دوست پسرش، فروشگاه لباس زنانه، بزرگ باش!، جادوگر شهر از اشاره کرد.